# La Tropicale Amissa Bongo 2020
La Tropicale Amissa Bongo 2020, quindicesima edizione della corsa, valida come prova dell'UCI Africa Tour 2020 categoria 2.1, si svolse in sette tappe dal 20 al 26 gennaio 2020 su un percorso di 969,2 km (inizialmente di 1034,4 km), con partenza da Bitam e arrivo a Libreville, in Gabon. La vittoria fu appannaggio del francese Jordan Levasseur, che completò il percorso in 22h22'23", alla media di 43,320 km/h, precedendo l'eritreo Natnael Tesfatsion e il connazionale Emmanuel Morin.
Sul traguardo di Libreville 72 ciclisti, sui 90 partiti da Bitam, portarono a termine la competizione.

## Tappe
| Tappa  | Data       | Percorso                  | km    | Vincitore di tappa | Leader cl. generale |
| ------ | ---------- | ------------------------- | ----- | ------------------ | ------------------- |
| 1ª     | 20 gennaio | Bitam > Ebolowa (CMR)     | 149   | Attilio Viviani    | Attilio Viviani     |
| 2ª     | 21 gennaio | Bitam > Oyem              | 107   | Natnael Tesfatsion | Natnael Tesfatsion  |
| 3ª     | 22 gennaio | Mitzic > Ndjolé           | 186   | Biniam Girmay      | Natnael Tesfatsion  |
| 4ª     | 23 gennaio | Lambaréné > Mouila        | 190   | Clovis Kamzong     | Natnael Tesfatsion  |
| 5ª     | 24 gennaio | Lambaréné > Bifoun        | 82    | Youcef Reguigui    | Natnael Tesfatsion  |
| 6ª     | 25 gennaio | Port-Gentil > Port-Gentil | 127,2 | Biniam Girmay      | Natnael Tesfatsion  |
| 7ª     | 26 gennaio | Nkok > Libreville         | 128   | Lorrenzo Manzin    | Jordan Levasseur    |
| Totale | Totale     | Totale                    | 969,2 |                    |                     |

## Squadre e corridori partecipanti
| N.    | Cod. | Squadra                     |
| ----- | ---- | --------------------------- |
| 1-6   | TDE  | Total Direct Énergie        |
| 11-16 | GAB  | Gabon                       |
| 21-26 | COF  | Cofidis                     |
| 31-36 | ERI  | Eritrea                     |
| 41-46 | NDP  | Nippo Delko Provence        |
| 51-56 | RWA  | Ruanda                      |
| 61-66 | BAI  | BAI-Sicasal-Petro de Luanda |
| 71-76 | ALG  | Algeria                     |

| N.      | Cod. | Squadra               |
| ------- | ---- | --------------------- |
| 81-86   | PRO  | ProTouch Sports       |
| 91-96   | MAR  | Marocco               |
| 101-106 | RLM  | Natura4Ever-Roubaix   |
| 111-116 | BFA  | Burkina Faso          |
| 121-126 | DKB  | Dukla Banská Bystrica |
| 131-136 | CMR  | Camerun               |
| 141-146 | CIV  | Costa d'Avorio        |

## Dettagli delle tappe

### 1ª tappa
- 20 gennaio: Bitam > Ebolowa – 149 km

Risultati
| Pos. | Corridore       | Squadra      | Tempo    |
| ---- | --------------- | ------------ | -------- |
| 1    | Attilio Viviani | Cofidis      | 3h33'57" |
| 2    | Lorrenzo Manzin | Total Direct | s.t.     |
| 3    | Biniam Girmay   | NIPPO D.     | s.t.     |

| Pos. | Corridore       | Squadra      | Tempo    |
| ---- | --------------- | ------------ | -------- |
| 1    | Attilio Viviani | Cofidis      | 3h33'47" |
| 2    | Dawit Yemane    | Eritrea      | a 3"     |
| 3    | Lorrenzo Manzin | Total Direct | a 4"     |

### 2ª tappa
- 21 gennaio: Bitam > Oyem – 107 km

Risultati
| Pos. | Corridore          | Squadra | Tempo    |
| ---- | ------------------ | ------- | -------- |
| 1    | Natnael Tesfatsion | Eritrea | 2h30'42" |
| 2    | Youcef Reguigui    | Algeria | s.t.     |
| 3    | Henok Mulubrhan    | Eritrea | s.t.     |

| Pos. | Corridore          | Squadra | Tempo    |
| ---- | ------------------ | ------- | -------- |
| 1    | Natnael Tesfatsion | Eritrea | 6h04'28" |
| 2    | Dawit Yemane       | Eritrea | s.t.     |
| 3    | Youcef Reguigui    | Algeria | a 5"     |

### 3ª tappa
- 22 gennaio: Mitzic > Ndjolé – 186 km

Risultati
| Pos. | Corridore        | Squadra     | Tempo    |
| ---- | ---------------- | ----------- | -------- |
| 1    | Biniam Girmay    | Nippo D.    | 4h16'28" |
| 2    | Jordan Levasseur | Natura4Ever | a 2"     |
| 3    | Emmanuel Morin   | Cofidis     | a 4"     |

| Pos. | Corridore          | Squadra     | Tempo     |
| ---- | ------------------ | ----------- | --------- |
| 1    | Natnael Tesfatsion | Eritrea     | 10h20'56" |
| 2    | Jordan Levasseur   | Natura4Ever | a 4"      |
| 3    | Emmanuel Morin     | Cofidis     | a 9"      |

### 4ª tappa
- 23 gennaio: Lambaréné > Mouila – 190 km

Risultati
| Pos. | Corridore           | Squadra | Tempo    |
| ---- | ------------------- | ------- | -------- |
| 1    | Clovis Kamzong      | Camerun | 4h34'42" |
| 2    | Joseph Arureya      | Rwanda  | s.t.     |
| 3    | El Houcaine Sabbahi | Marocco | a 7"     |

| Pos. | Corridore          | Squadra     | Tempo     |
| ---- | ------------------ | ----------- | --------- |
| 1    | Natnael Tesfatsion | Eritrea     | 14h59'51" |
| 2    | Jordan Levasseur   | Natura4Ever | a 4"      |
| 3    | Emmanuel Morin     | Cofidis     | a 9"      |

### 5ª tappa
- 24 gennaio: Lambaréné > Bifoun – 82 km[1]

Risultati
| Pos. | Corridore       | Squadra | Tempo    |
| ---- | --------------- | ------- | -------- |
| 1    | Youcef Reguigui | Algeria | 1h45'01" |
| 2    | Yacine Hamza    | Algeria | s.t.     |
| 3    | Emmanuel Morin  | Cofidis | s.t.     |

| Pos. | Corridore          | Squadra     | Tempo     |
| ---- | ------------------ | ----------- | --------- |
| 1    | Natnael Tesfatsion | Eritrea     | 16h44'50" |
| 2    | Jordan Levasseur   | Natura4Ever | a 2"      |
| 3    | Emmanuel Morin     | Cofidis     | a 6"      |

### 6ª tappa
- 25 gennaio: Port-Gentil > Port-Gentil – 127,2 km

Risultati
| Pos. | Corridore       | Squadra  | Tempo    |
| ---- | --------------- | -------- | -------- |
| 1    | Biniam Girmay   | Nippo D. | 2h47'39" |
| 2    | Yacine Hamza    | Algeria  | s.t.     |
| 3    | Attilio Viviani | Cofidis  | s.t.     |

| Pos. | Corridore          | Squadra     | Tempo     |
| ---- | ------------------ | ----------- | --------- |
| 1    | Natnael Tesfatsion | Eritrea     | 19h39'29" |
| 2    | Jordan Levasseur   | Natura4Ever | a 1"      |
| 3    | Emmanuel Morin     | Cofidis     | a 4"      |

### 7ª tappa
- 26 gennaio: Nkok > Libreville – 128 km[2]

Risultati
| Pos. | Corridore       | Squadra      | Tempo    |
| ---- | --------------- | ------------ | -------- |
| 1    | Lorrenzo Manzin | Total Direct | 2h49'56" |
| 2    | Youcef Reguigui | Algeria      | s.t.     |
| 3    | Riccardo Minali | Nippo D.     | s.t.     |

## Evoluzione delle classifiche
| Tappa             | Vincitore          | Classifica generale Maglia gialla | Classifica a punti Maglia rosa | Classifica scalatori Maglia verde | Classifica giovani Maglia bianca | Classifica a squadre |
| ----------------- | ------------------ | --------------------------------- | ------------------------------ | --------------------------------- | -------------------------------- | -------------------- |
| 1ª                | Attilio Viviani    | Attilio Viviani                   | Attilio Viviani                | Dawit Yemane                      | Attilio Viviani                  | Total Direct Énergie |
| 2ª                | Natnael Tesfatsion | Natnael Tesfatsion                | Henok Mulubrhan                | Dawit Yemane                      | Natnael Tesfatsion               | Eritrea              |
| 3ª                | Biniam Girmay      | Natnael Tesfatsion                | Henok Mulubrhan                | Dawit Yemane                      | Natnael Tesfatsion               | Eritrea              |
| 4ª                | Clovis Kamzong     | Natnael Tesfatsion                | Henok Mulubrhan                | Dawit Yemane                      | Natnael Tesfatsion               | Rwanda               |
| 5ª                | Youcef Reguigui    | Natnael Tesfatsion                | Biniam Girmay                  | Dawit Yemane                      | Natnael Tesfatsion               | Rwanda               |
| 6ª                | Biniam Girmay      | Natnael Tesfatsion                | Biniam Girmay                  | Dawit Yemane                      | Natnael Tesfatsion               | Rwanda               |
| 7ª                | Lorrenzo Manzin    | Jordan Levasseur                  | Biniam Girmay                  | Dawit Yemane                      | Natnael Tesfatsion               | Rwanda               |
| Classifica finale | Classifica finale  | Jordan Levasseur                  | Biniam Girmay                  | Dawit Yemane                      | Natnael Tesfatsion               | Rwanda               |

Maglie indossate da altri ciclisti in caso di due o più maglie vinte
- Nella 2ª tappa Lorrenzo Manzin ha indossato la maglia rosa al posto di Attilio Viviani e Moise Mugisha ha indossato quella bianca al posto di Attilio Viviani.
- Nella 3ª tappa Jean Claude Nzafashwanayo ha indossato la maglia bianca al posto di Natnael Tesfatsion.
- Nella 4ª e 5ª tappa Victor Lafay ha indossato la maglia bianca al posto di Natnael Tesfatsion.
- Nella 6ª e 7ª tappa Henok Mulubrhan ha indossato la maglia bianca al posto di Natnael Tesfatsion.

## Classifiche finali

### Classifica generale - Maglia gialla
| Pos. | Corridore          | Squadra     | Tempo     |
| ---- | ------------------ | ----------- | --------- |
| 1    | J. Levasseur       | Natura4Ever | 22h22'23" |
| 2    | Natnael Tesfatsion | Eritrea     | a 1"      |
| 3    | Emmanuel Morin     | Cofidis     | a 4"      |
| 4    | Youcef Reguigui    | Algeria     | a 6"      |
| 5    | Henok Mulubrhan    | Eritrea     | a 11"     |
| 6    | Jérémy Cabot       | Total       | a 16"     |
| 7    | Carlos Oyarzún     | BAI         | s.t.      |
| 8    | Damien Gaudin      | Total       | a 20"     |
| 9    | Azzedine Lagab     | Algeria     | a 24"     |
| 10   | R. Navardauskas    | Nippo       | a 27"     |

### Classifica a punti - Maglia rosa
| Pos. | Corridore          | Squadra | Punti |
| ---- | ------------------ | ------- | ----- |
| 1    | Biniam Girmay      | Nippo   | 144   |
| 2    | Youcef Reguigui    | Algeria | 140   |
| 3    | Emmanuel Morin     | Cofidis | 134   |
| 4    | Attilio Viviani    | Cofidis | 116   |
| 5    | Natnael Tesfatsion | Eritrea | 115   |

### Classifica scalatori - Maglia verde
| Pos. | Corridore           | Squadra      | Punti |
| ---- | ------------------- | ------------ | ----- |
| 1    | Dawit Yemane        | Eritrea      | 17    |
| 2    | Paul Daumont        | Burkina Faso | 11    |
| 3    | Oussama Khafi       | Marocco      | 8     |
| 4    | Abdoul Aziz Nikiéma | Burkina Faso | 8     |
| 5    | R. Navardauskas     | Nippo        | 6     |

### Classifica giovani - Maglia bianca
| Pos. | Corridore          | Squadra | Tempo     |
| ---- | ------------------ | ------- | --------- |
| 1    | Natnael Tesfatsion | Eritrea | 22h22'24" |
| 2    | Henok Mulubrhan    | Eritrea | a 10"     |
| 3    | Dawit Yemane       | Eritrea | a 52"     |
| 4    | Rnus Byiza Uhiriwe | Rwanda  | a 1'39"   |
| 5    | Victor Lafay       | Cofidis | a 2'44"   |

### Classifica a squadre
| Pos. | Squadra         | Tempo     |
| ---- | --------------- | --------- |
| 1    | Rwanda          | 67h06'26" |
| 2    | Eritrea         | a 2'25"   |
| 3    | Cofidis         | a 4'37"   |
| 4    | Algeria         | a 5'28"   |
| 5    | ProTouch Sports | a 6'38"   |